# Olympische Jugend-Sommerspiele 2010/Teilnehmer (Sambia)
| Gelbes Symbol für Goldmedaillen mit stilisierten Olympischen Ringen | Graues Symbol für Silbermedaillen mit stilisierten Olympischen Ringen | Braundes Symbol für Bronzemedaillen mit stilisierten Olympischen Ringen |
| ------------------------------------------------------------------- | --------------------------------------------------------------------- | ----------------------------------------------------------------------- |
| —                                                                   | —                                                                     | —                                                                       |

Die Jugend-Olympiamannschaft aus Sambia für die I. Olympischen Jugend-Sommerspiele vom 14. bis 26. August 2010 in Singapur bestand aus vier Athleten.

## Athleten nach Sportarten

### Badminton
Jungen
- Ngosa Chongo
Einzel: 25. Platz

### Boxen
Jungen
- Benny Muziyo
Weltergewicht: 6. Platz

### Leichtathletik
Jungen
- Harry Mulenga
3000 m: 5. Platz

### Schwimmen
Mädchen
- Mercedes Milner
50 m Freistil: 42. Platz